# Chinese Taipei Open 1990
Die Chinese Taipei Open 1990 im Badminton fanden Mitte Januar 1990 in Taipeh statt. Das Preisgeld betrug 90.000 Dollar.

## Sieger und Platzierte
| Disziplin    | Gold                               | Silber                             | Bronze                                |
| ------------ | ---------------------------------- | ---------------------------------- | ------------------------------------- |
| Herreneinzel | Eddy Kurniawan                     | Ardy Wiranata                      | Morten Frost                          |
| Herreneinzel | Eddy Kurniawan                     | Ardy Wiranata                      | Poul-Erik Høyer Larsen                |
| Dameneinzel  | Chun Sung-suk                      | Minarti Timur                      | Eline Coene                           |
| Dameneinzel  | Chun Sung-suk                      | Minarti Timur                      | Fiona Smith                           |
| Herrendoppel | Mark Christiansen Michael Kjeldsen | Max Gandrup Thomas Lund            | Jan-Eric Antonsson Pär-Gunnar Jönsson |
| Herrendoppel | Mark Christiansen Michael Kjeldsen | Max Gandrup Thomas Lund            | Sung Han-kuk Kim Hak-kyun             |
| Damendoppel  | Gillian Clark Gillian Gowers       | Chun Sung-suk Shim Eun-jung        | Lee Chien-mei Sun Tsai-ching          |
| Damendoppel  | Gillian Clark Gillian Gowers       | Chun Sung-suk Shim Eun-jung        | Pernille Dupont Grete Mogensen        |
| Mixed        | Thomas Lund Pernille Dupont        | Jan-Eric Antonsson Maria Bengtsson | Steve Baddeley Gillian Gowers         |
| Mixed        | Thomas Lund Pernille Dupont        | Jan-Eric Antonsson Maria Bengtsson | Andy Goode Gillian Clark              |

## Finalergebnisse
| Disziplin    | Sieger                             | Finalist                           | Ergebnis           |
| ------------ | ---------------------------------- | ---------------------------------- | ------------------ |
| Herreneinzel | Eddy Kurniawan                     | Ardy Wiranata                      | 18-17, 7-15, 15-11 |
| Dameneinzel  | Chun Sung-suk                      | Minarti Timur                      | 12-10, 1-11, 11-1  |
| Herrendoppel | Mark Christiansen Michael Kjeldsen | Max Gandrup Thomas Lund            | 15-9, 16-17, 15-7  |
| Damendoppel  | Gillian Clark Gillian Gowers       | Chun Sung-suk Shim Eun-jung        | 15-3, 15-6         |
| Mixed        | Thomas Lund Pernille Dupont        | Jan-Eric Antonsson Maria Bengtsson | 15-4, 4-15, 15-10  |